# SN 2003dl
SN 2003dl – supernowa odkryta 31 marca 2003 roku w galaktyce NGC 5789. W momencie odkrycia miała maksymalną jasność 19,20m.